# Penanggungan (Runjung Agung)
Penanggungan is een bestuurslaag in het regentschap Ogan Komering Ulu Selatan van de provincie Zuid-Sumatra, Indonesië. Penanggungan telt 1146 inwoners (volkstelling 2010).